# AGM-142 Have Nap
El AGM-142 Have Nap es un misil aire-tierra desarrollado en Israel y con adaptaciones hechas posteriormente en Estados Unidos. También es llamado "Popeye".

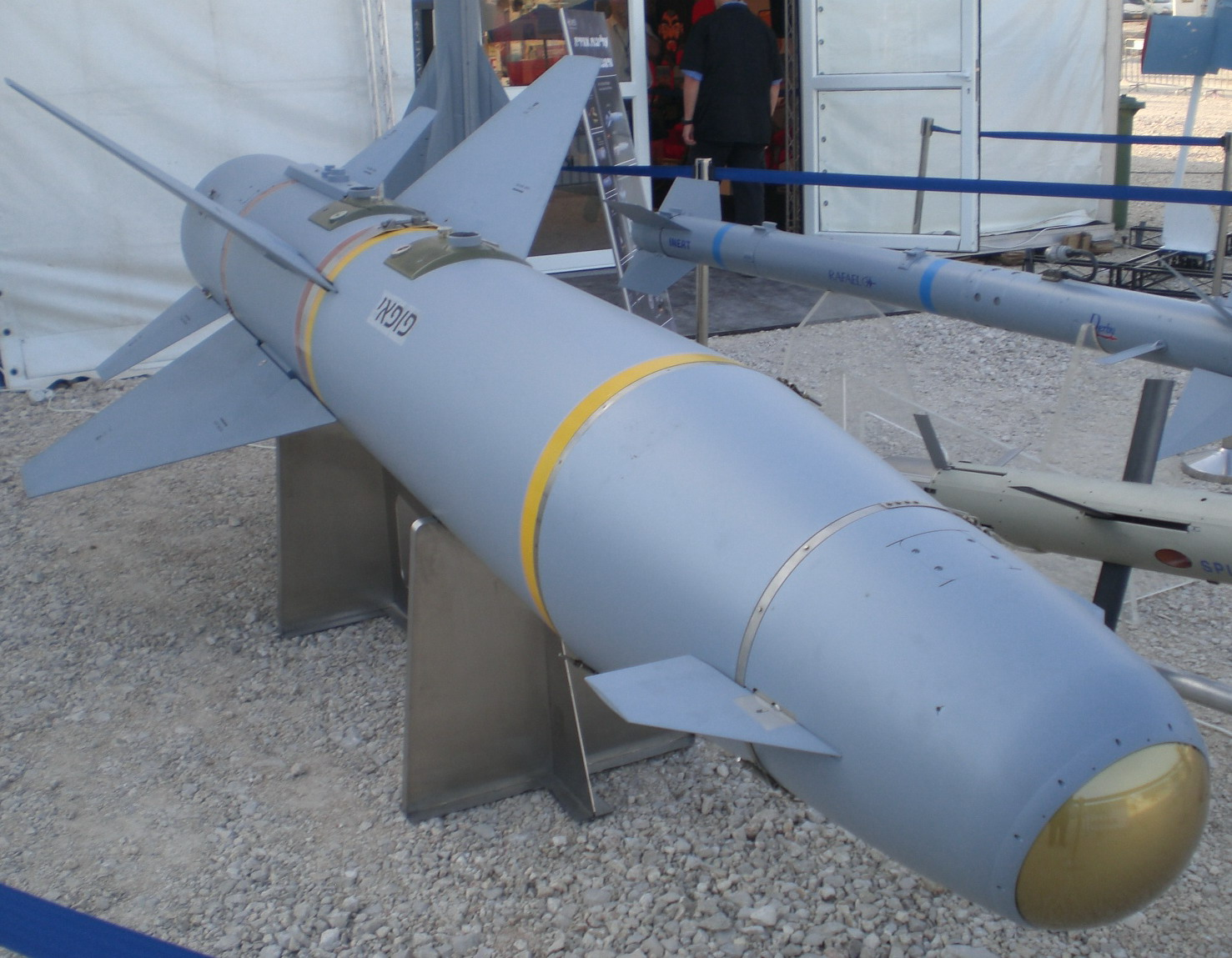
AGM-142 en una exposición

## Operadores
Australia
- Real Fuerza Aérea Australiana

 Corea del Sur
- Fuerza Aérea de la República de Corea

 Estados Unidos
- Fuerza Aérea de los Estados Unidos

 India
- Fuerza Aérea India

 Israel
- Fuerza Aérea Israelí

 Turquía
- Fuerza Aérea Turca